# Авенир (Арнаудов)
Епи́скоп Авени́р (в миру Алекса́ндр Сто́йчев Арнау́дов, болг. Александър Стойчев Арнаудов; 24 марта 1930, село Костиево, Пловдивская область — 11 июня 2001, Австрия) — епископ Болгарской православной церкви, титулярный епископ Знепольский, викарий Западно- и Среднеевропейской епархии.

## Биография
В 1946—1951 годы обучался в Софийской духовной семинарии. В 1951—1955 годы обучался в Софийской духовной академии, которую окончил, написав работу на тему «Происхождение и развитие церковных одежд».
В 1956—1960 годы был помощником регента в церкви святой Параскевы Пятницы в Пловдиве.
26 января 1961 года прибыл в Вену. Поступил в ведение Венской епархии Русской Православной Церкви.
В 1962—1968 годы обучался в Венском государственном университете на факультетах славистики и истории искусства.
19 января 1963 года епископом Венским и Австрийским Филаретом (Денисенко) был рукоположён в сан диакона. Служил в клире Никольского кафедрального собора в Вене.
С 1969 по 1995 год работал библиотекарем в Венской национальной библиотеке.
26 августа 1972 года епископом Венским и Австрийским Германом (Тимофеевым) пострижен в монашество с именем Авенир.
6 апреля 1975 года архиепископом Венским и Австрийским Иринеем (Зуземилем) рукоположен в сан иеромонаха.
30 апреля 1978 года архиепископом Иринеем возведён в сан игумена, а 19 октября 1979 года — в сан архимандрита.
В 1979—1990 годы архимандрит Авенир является настоятелем храма Преображения Господня в Баден-Бадене (Германия) в юрисдикции Среднеевропейского экзархата Русской православной церкви. Однако служить в самом храме он не мог, так как в то время сам храм был отдан в ведение РПЦЗ и в отношении него шёл судебный процесс, в конечном итоге проигранный Московским Патриархатом.
С 25 августа по 11 сентября 1983 года посетил в СССР, посетил ряд московских и подмосковных храмов, совершил поездку в Минск и Успенский Жировицкий монастырь, где имел встречу с митрополитом Минским и Белорусским Филаретом, Патриаршим Экзархом Западной Европы, посетил Ленинград, где был принят митрополитом Ленинградским и Новгородским Антонием, а также Новгород, Псков и Успенский Печерский монастырь, Троице-Сергиеву лавру и Московские Духовные Академию и Семинарию. 9 сентября был на приёме, устроенном Патриархом Пименом в связи с днём тезоименитства.
1 ноября 1990 решением Западноевропейского епархиального совета Болгарской Православной Церкви от 31 октября 1990 года митрополит Западноевропейский Симеон (Костадинов) возлагает на архимандрита Авенира временное попечительство общины святого Иоанна Рыльского в Вене.
В 1992 году присоединился к т.н. Альтернативному синоду Болгарской православной церкви. 14 сентября 1992 года в Болгарии был рукоположён митрополитом Пименом и другими поддержавшими его епископами в сан епископа с титулом Главиницкий с поручением создавать болгарские православные общины в Европе, а в 1993 году был назначен митрополитом Венским и Европейским.
1 октября 1998 года был принят в клир Болгарской Православной Церкви в сущем сане с титулом епископа Знепольского и определён викарием Занадноевропейской епархии Болгарского Патриархата.
Скончался 11 июня 2001 года. Похоронен на Венском Центральном Кладбище.

## Публикации
- 100-летие прихода в Баден-Бадене // Журнал Московской Патриархии. 1983. — № 1. — С. 20-21.
- Die byzantinische Kirchenmusik in Bulgarien. — 1984. — S. 189—209.
- Das Millenium der Russisch-orthodoxen Kirche. 1000-Jahr-Feier der Christianisierung Rußlands. Abtei Seckau (21. 3.).
- Die bulgarische Literatur. Von den Anfangen bis zur Gegenwart. Eine Übersicht. Basel (17. 11.).
- Die bulgarische Literatur. Christo Botev (1848—1876) und Vasil Drumev (1841—1901). Basel (17. 11.).

## Награды
- Орден святого равноапостольного великого князя Владимира 3 степени (1982)
- право ношения второго креста с украшениями (1986)
- орден преподобного Сергия Радонежского 3 степени (1988)